# 內哈帕

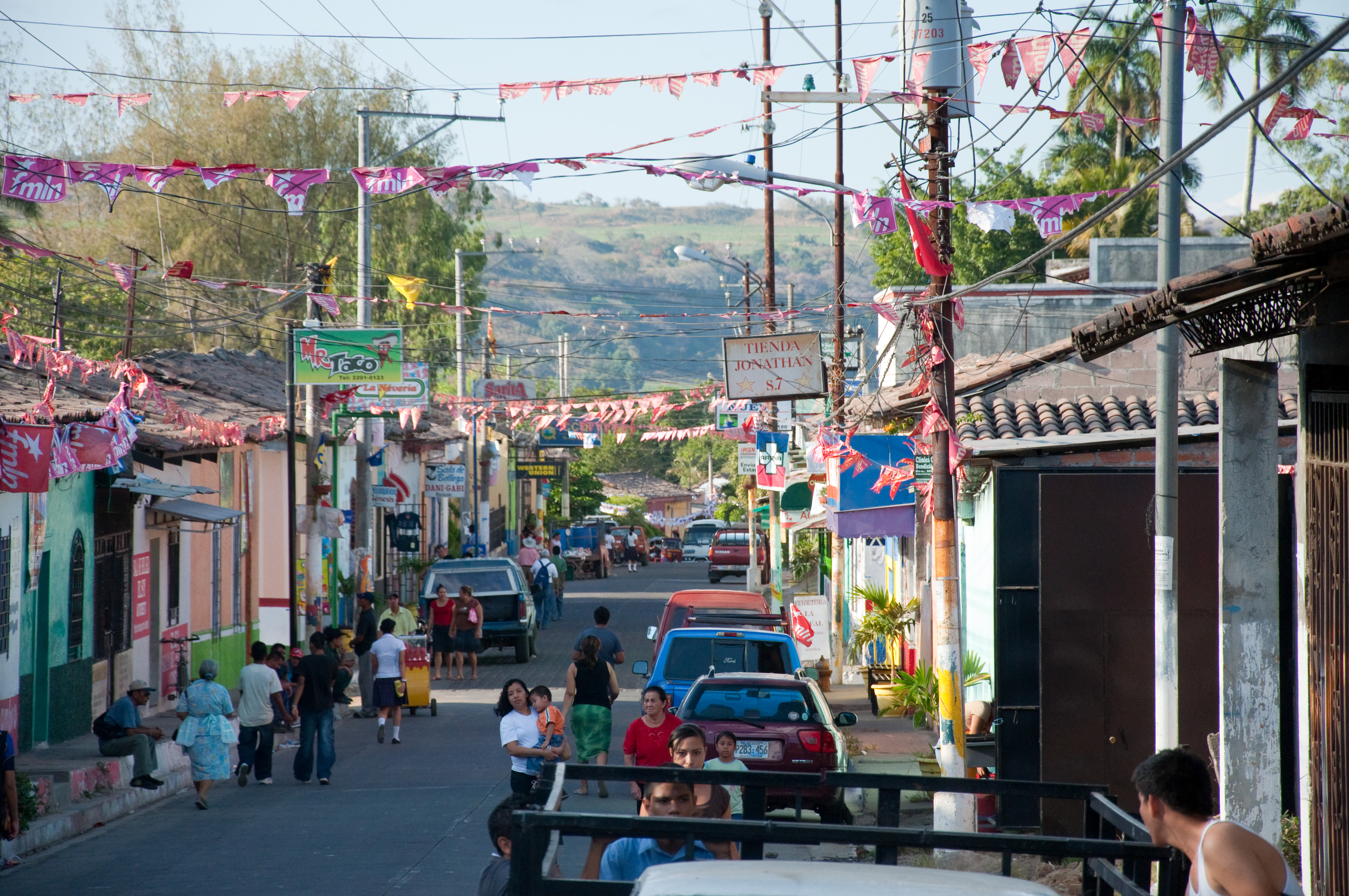

內哈帕（西班牙語：Nejapa），是薩爾瓦多的城鎮，位於該國中西部，由聖薩爾瓦多省負責管轄，面積83.36平方公里，海拔高度456米，2007年人口29,458，人口密度每平方公里353.38人。
13°49′N 89°14′W / 13.817°N 89.233°W